# Hélder Proença
Hélder Magno Proença Mendes Tavares (Bolama, 31 de diciembre de 1956 – Bissau, 5 de junio de 2009) fue un escritor y político (PAIGCV) de Guinea-Bisáu que sirvió como ministro de defensa durante la presidencia de João Bernardo Vieira. Según informes, fue asesinado por las fuerzas de seguridad el 5 de junio de 2009 en actos de violencia dirigidos contra presuntos golpistas.

## Obra
- Não Posso Adiar hat Palavra, 1982
- Poèmes dans Poésie d’Afrique au sud du Sahara, Actes Sud, 1995